# Rumpler 4B
Die Rumpler 4B war ein deutsches Militärflugzeug.

## Entwicklung
Zu Beginn des Ersten Weltkrieges schuf die Firma Rumpler den leichten Schul- und Aufklärungsdoppeldecker 4A, der später die militärische Bezeichnung B.I erhielt. Aus ihm wurden noch 1914 mehrere maritime Ausführungen als Seeaufklärer und Schulflugzeuge mit Schwimmern entwickelt, die sich vor allem durch die verwendeten Motoren und Schwimmer unterschieden. Der einzige in nennenswerten Stückzahlen produzierte Typ war die 4B12, von der 30 Stück gebaut wurden; sämtliche Typen flogen unbewaffnet.

## Technische Daten
| Kenngröße             | Daten (4B1)    | Daten (4B2)     | Daten (4B11)        | Daten (4B12)    |
| --------------------- | -------------- | --------------- | ------------------- | --------------- |
| Besatzung             | 2              | 2               | 2                   | 2               |
| Länge                 | 9,8 m          | 9,8 m           | 9,8 m               | 9,6 m           |
| Spannweite            | 13 m           | 13 m            | 13 m                | 14,5 m          |
| Höhe                  |                |                 | 3,53 m              | 3,6 m           |
| Flügelfläche          |                |                 | 47,4 m²             |                 |
| Leermasse             | 840 kg         | 920 kg          | 870 kg              | 960 kg          |
| Startmasse            | 1060 kg        | 1150 kg         | 1090 kg             | 1280 kg         |
| Triebwerk             | Mercedes D I   | Benz Bz III     | Benz Bz I           | Benz Bz III     |
| Nennleistung          | 105 PS (77 kW) | 150 PS (110 kW) | 100 PS (74 kW)      | 150 PS (110 kW) |
| Höchstgeschwindigkeit |                |                 | 130 km/h in Seehöhe |                 |